# Aristodemus van Sparta
Aristodemus was een Spartaanse generaal. Tijdens de eerste heerschappij van Pausanias II was hij ook een tijdje opperbevelhebber en regent. Hij stamde uit het huis van de Agiaden. Toen koning Pausanias II verbannen werd, waren diens beide zonen, Agesipolis I en Cleombrotus, nog minderjarig. Daarom werd Aristodemus hun voogd. Als de koning nog minderjarig was, ging de Spartaanse troon naar een regent, de dichtste verwant van de theoretische koning. Daarom neemt men aan dat Aristodemus een broer van Pausanias II en een zoon van Pleistoanax was. Wel is zeker dat hij de Spartanen naar de overwinning leidde in de Slag bij Nemea, waarbij hij de coalitie Athene-Thebe-Korinthe-Argus versloeg.